# 노팅힐 (영화)
《노팅힐》(영어: Notting Hill)은 잉글랜드 런던의 노팅힐 지역(포토벨로 마켓)을 배경으로 촬영하여, 1999년 5월 21일에 개봉한 영국의 로맨틱 코미디 영화이다.
영화 각본은 이전에 《네 번의 결혼식과 한 번의 장례식》을 제작했던 리처드 커티스가 썼다. 덩컨 켄워시가 제작했고 로저 미셸이 감독했고, 줄리아 로버츠, 휴 그랜트 등이 주연으로 출연했다.
서점 주인 윌리엄 대커의 이야기는 세계에서 가장 유명한 여배우, 애나 스콧이 책방을 방문하면서 시작된다. 몇 분 후, 윌리엄은 애나와 길거리에서 부딪치고 오렌지 주스를 그녀에게 쏟는다. 윌리엄은 그녀에게 옷을 갈아입을 장소를 제공하고, 남자와 모든 남자의 로망인 여자 사이에 긴장된 구애가 시작된다.
《노팅힐》은 비평가에게 좋은 평가를 받았고 극장가에서 흥행을 해서, 지금까지 개봉한 영국 영화 중에 최고 수익을 얻었다. 영국 아카데미상을 받았고 다른 두 개의 부문에 지명되었다. 또한 영국 코미디상과 영화 음악으로 브리트상을 포함, 다양한 부문에서 수상을 했다.

## 줄거리
윌리엄 대커(휴 그랜트)는 노팅힐에서 여행관련 서적을 판매하는 자영 책방을 경영하는 사람이다. 익살스럽고 잘생긴 윌리엄은 잘 대처하지 못한 이혼경력이 있고, 현재 집은 예술가를 지망하는 괴팍한 웨일스 스파이크와 동거하고 있다. 그러던 어느날, 윌리엄은 세계에서 유명한 할리우드 여배우 애나 스콧(줄리아 로버츠)이 런던을 여행하던 중에 여행책을 구매하러 책방에 들어오면서 만나게 된다. 얼마 후 둘은 길거리에서 우연히 부딪치고, 가지고 있던 오랜지 주스를 애나와 자신에게 쏟게 된다. 윌리엄은 안나가 옷을 갈아입을 장소로 길거리 맞은편에 있는 자신의 집을 제공했다. 애나는 승낙하여 윌리엄과 함께 집에 들어간다. 옷을 갈아입은 애나는 윌리엄과 키스하여 놀라게 했고 서로의 매력에 빠져들었다.
며칠 후, 윌리엄은 스파이크에게 자신에게 걸려온 전화가 없는지 물어본다. 스파이크는 윌리엄에게 걸려온 전화 내용을 정확하게 기록하거나 기억하지 못하지만, "애나라는 어떤 미국 여자애"가 며칠전에 자신에게 전화해 달라며 전화했다고 말한다. 애나는 익명으로 리츠 호텔에서 지냈고, 윌리엄에게 방문해달라고 요청한다. 윌리엄이 도착했을 때, 애나의 방은 기자회견중이었고 그결과, 윌리엄은 언론인으로 잘못 알리게 된다. 혼란스러운 순간 《말과 사냥개》 잡지사에서 근무한다고 주장한다. 윌리엄은 비록 자신이 애나의 새로운 영화 《헬릭스》를 감상하지 못했지만, 모든 출연 배우와 인터뷰를 한다. 윌리엄은 애나와 대화를 나누게되고, 여동생 허니의 생일파티에 안나를 초대한다.
애나는 윌리엄의 친구들과 둘러싸인 맥스와 벨라의 집에서 우정을 느끼면서, "마지막 브라우니"에 적당한 경험을 이야기한다. 그들은 며칠 동안 극장과 식당에서 데이트를 한다. 애나는 윌리엄을 호텔방으로 초대하지만, 애나의 미국 남자친구가 이미 도착해 있는 것을 확인하게 된다. 애나는 강하게 부인했지만 그들을 깨졌고, 윌리엄은 그녀를 떠나기로 결정했다. 며칠후에, 애나는 윌리엄의 현관에 도착하여, 머무를 장소를 요청한다. 애나의 사적인 사진이 언론에 누출되어서 도피할 장소가 필요했다. 그들은 다시 사귀기 시작하였고, 윌리엄은 안나가 새로운 영화의 대본을 익히도록 돕는다. 그날 저녁에, 그들은 처음으로 같이 자게 된다. 아침이 되어서, 윌리엄은 현관에 도착해 있는 많은 기자들을 보고 혼란에 빠진다. 왜냐하면, 스파이크가 전날 저녁에 술집에서 애나가 머무르는 장소를 부주의하게 발설했기 때문이다. 애나는 급하게 떠났고, 윌리엄은 다시 그녀의 모든 것을 잊어버리기로 결정한다.
이후에, 애나는 《헨리 제임스》 영화를 촬영하기 위해서 영국으로 돌아오고, 윌리엄은 애나를 생각하게 되었다. 애나는 윌리엄을 영화 촬영장으로 초대했고 윌리엄은 애나가 바쁘게 연기하는 동안에 음성녹화를 듣게 된다. 윌리엄은 애나가 동료배우에게 윌리엄을 "단지 예전에 알던 친구"라고 말하는 것을 듣게 되고, 녹화장을 떠난다. 며칠후, 애나는 다시 책방에 도착하고, 구애를 한다. 그러나, 윌리엄은 그녀의 제안을 거절한다. 나중에, 윌리엄은 자신의 결정에 대하여 친구들과 상의했고, 일생에 있어서 가장 큰 실수를 저질른것을 깨닫게 된다. 윌리엄과 친구들은 맥스의 차에 탑승해서 애나를 찾으러, 런던을 가로질러 주행한다. 윌리엄은 미국으로 떠나기 전에 열린 애나의 기자회견실에 도착했고, 자신과 같이 영국에 머물러달라고 부탁하면서 성공적으로 애나를 설득한다. 애나와 윌리엄은 같이 결혼하고, 영화의 마지막에, 윌리엄과 임신한 애나가 노팅힐의 공원 의자에 앉아있는 모습을 보여준다.

## 출연 배우
- 애나 스콧으로 출연한 줄리아 로버츠: 세계적으로 유명한 영화배우이다. 노팅힐 영화에서, 윌리엄이 경영하는 책방에 출입해서 윌리엄과 만나게 된다. 로저 미셸은 안나의 배역으로 로버츠를 '유일무이'하게 선택했고 덩컨 켄워시는 로버츠가 이 배역을 승락할지 예상하지 못했다. 그러나, 로버츠의 에이전트는 "읽어본 것 중에 최고의 로맨틱 코미디"라고 언급했고, 그녀는 배역을 받아들였다.[1] 로버츠는 대본을 읽은후에 "애나의 배역을 연기하기로" 결정했다고 언급했다.[2]
- 윌리엄 대커로 출연한 휴 그랜트: 최근에 아내와 이혼했으며, 노팅힐에 위치한 여행 책방의 주인이다. 애나 스콧이 책방을 둘러보다가 그녀와 만난다. 윌리엄의 배역으로 그랜트를 결정한 것은 배우와 결혼하여 행복한 가정을 꾸리는 작가 리처드 커티스와 합의되었다. 미셸은 "휴가 누구보다 더 리처드에게 어울렸고, 리처드 각본은 다른 작가의 각본보다 휴의 연기를 돋보이게 한다"고 언급했고 그랜트는 "리처드의 대본을 완벽하게 소화할 유일한 배우"라고 말했다.[1]
- 스파이크로 출연한 리스 이반스: 윌리엄의 괴팍한 웨일스 룸메이트이다. 유명한 예술가를 지망하고 있다. 윌리엄은 스파이크를 "세계에서 가장 바보같은 사람"으로 설명한다.
- 허니 대커로 출연한 에마 챔버스: 윌리엄의 철부지 여동생이다. 애나 스콧의 열광팬이다.
- 맥스로 출연한 팀 매키너니: 윌리엄의 가장 친한 친구이다. 윌리엄은 맥스의 집에 머무르곤 한다. 벨라와 맥스는 허니의 생일파티를 주최한다.
- 벨라로 출연한 지나 매키: 휠체어에 의지하는 맥스의 아내이다.
- 버니로 출연한 휴 보네빌: 주식 중개인으로 생활하는 윌리엄의 친구이다. 버니는 애나 스콧을 처음에 봤을 때 유명한 배우임을 알아채지 못한다.
- 마틴으로 출연한 제임스 드레이퍼스: 윌리엄 책방의 조수이다.
- 토니로 출연한 리처드 매케이브: 윌리엄의 친구들이 자주 모이는 식당을 경영한다.
- 러퍼스로 출연한 딜란 모란: 윌리엄의 책방에서 책을 훔칠려고 한다. 설치된 CCTV에 노출되자, 속옷에 훔친 책을 숨기고 무죄임을 주장한다. 현장에 있던 애나 스콧을 발견하고 사인을 요청한다.

윌리엄의 친구로 출연한 보너빌, 매키너니, 매키, 챔버스와 이반스의 배역은 "다소 가족에 가까웠다". 미셜은 "친구의 그룹을 캐스팅할 때 자질, 타입과 감각의 균형으로 배우를 선택해야 한다. 그들이 모여 하나의 퍼즐이되고, 동일한 세계에서 현실적으로 평범한 삶을 보여줄 수 있는, 매우 좋은 개성을 지녔다."고 설명했다.
앨릭 볼드윈은 애나의 불친절한 미국 남자친구로 출연한다. 산지브 바스카는 애나와 윌리엄이 식사하는 식당에서 큰소리를 지르고 공격적인 사람으로 출연한 카메오이다. 어린 미샤 바턴은 윌리엄이 말과 사냥 잡지의 인터뷰의 상대역으로 잠깐 출연한 아역 배우이다.

## 제작
리처드 커티스는 저녁에 누워서 자다가 깨던중에 노팅힐에 대한 개념을 정리하게 되었다. "개념은 일반적으로 평범한 사람이 매우 유명한 사람과 사귀고 그들의 삶이 충돌하는" 줄거리로 주역배우의 특징을 기술했다. 《네번의 결혼식과 한번의 장례식》 감독 마이크 뉴웰은 노팅힐에 접근했지만, 감독을 거부하고 대신에 《에어 콘트롤》을 찍었다. 나중에 사업적으로 잘못된 결정을 했다고 시인했지만, 후회하지 않는다고 했다. 그래서 영화 제작자 덩컨 켄워시는 로저 미셸을 감독으로 채용했고, "로저만큼 충분히, 담당역을 잘 소화할 배우를 찾았다. 그래서 로저가 더욱 빛났다."라고 진술했다.

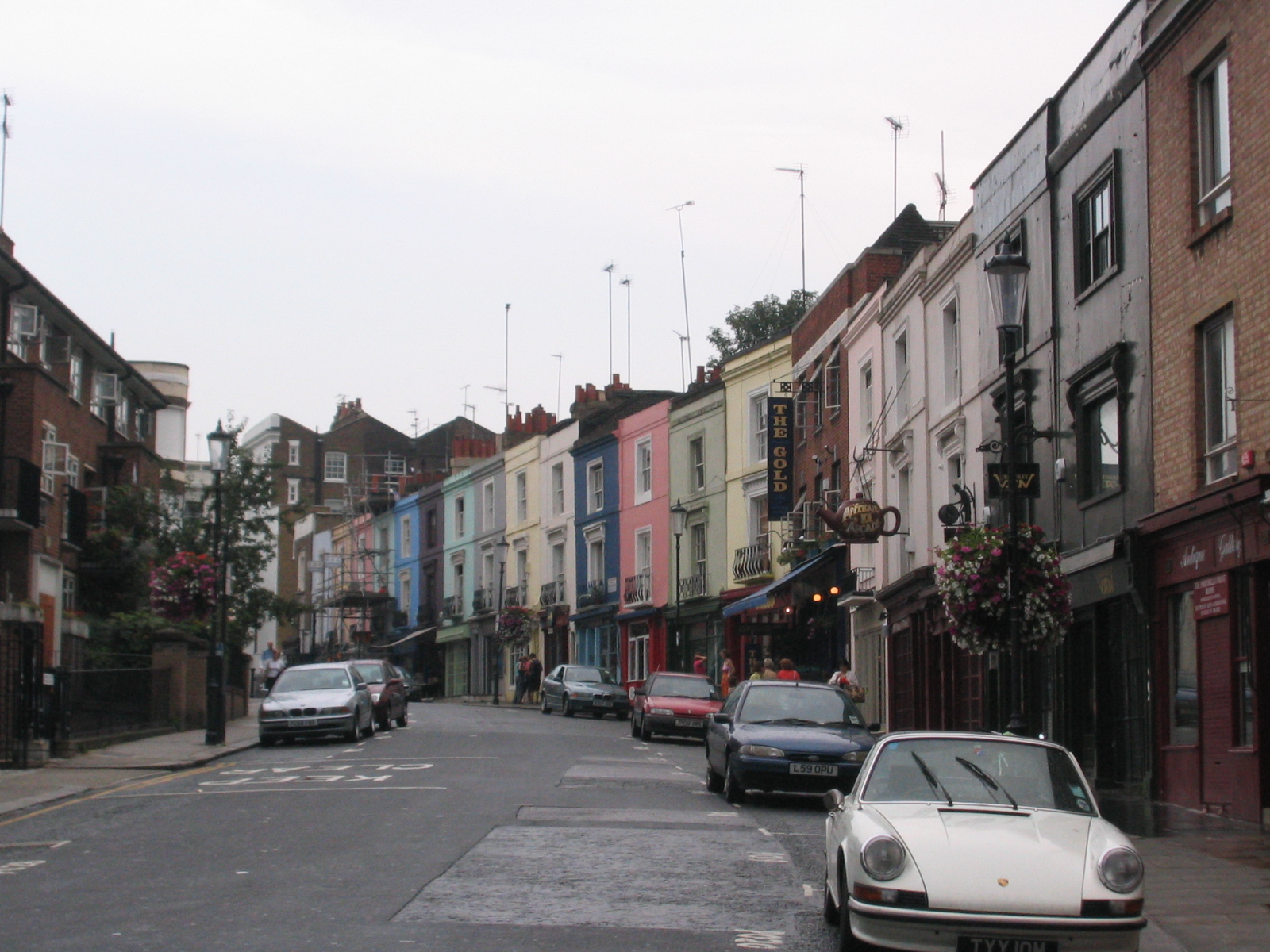
포토벨로로드에서 자주 영화가 촬영되었다.

커티스는 살고 있고 잘 았고있는 노팅힐을 영화의 촬영장으로 선택했고, "노팅힐은 영화를 찍기에 여러 문화가 융합된 장소이자 완벽한 장소이다."라고 진술했다. 노팅힐은 영화 장소로 인기가 높아서 여러번 촬영한 제작자가 있다. 켄워시는 "일찍이, 우리는 장난으로 거대한 외부 촬영장을 설치할 생각도 있었다. 외부 촬영장을 도입하는 방법은 우리가 영화를 촬영하기 쉽다. 왜냐하면 로버츠와 그랜트가 공공 장소에 나오면 유명한 배우를 구경하러 나온 수천명의 구경꾼이 방해되기 때문이다."라고 언급했다. 결국에 위험을 무릅쓰고 영화는 실제거리에서 촬영되었다. 마이클은 "휴와 줄리아가 포토벨로로드의 촬영 첫 번째날에 돌아서고, 교통이 정체되며 수천명의 사람과 파파라치 사진가가 몰려서 영화촬영을 방해될것을" 걱정했다. 위치 팀과 보안 팀은 노팅힐의 주민이 영화 직원의 잔류를 방해하는 이런 문제를 사전에 예방했다. 마이클은 노팅힐에 대하여 "진정으로 열기"있다고 믿었다. 영화의 위치 관리자 수 퀸은 적합한 장소를 찾는것과 영화를 촬영을 허가받는 "엄청난 작업"이 그녀의 담당이라고 설명했다. 퀸과 그녀의 팀은 개인적인 기부를 촉진시키기 위해서, 그 지역에 살고있는 수천명에게 편지를 보냈다. 그결과, 200 만 달러가 넘는 기부금이 모여서 영화촬영에 사용되었다.

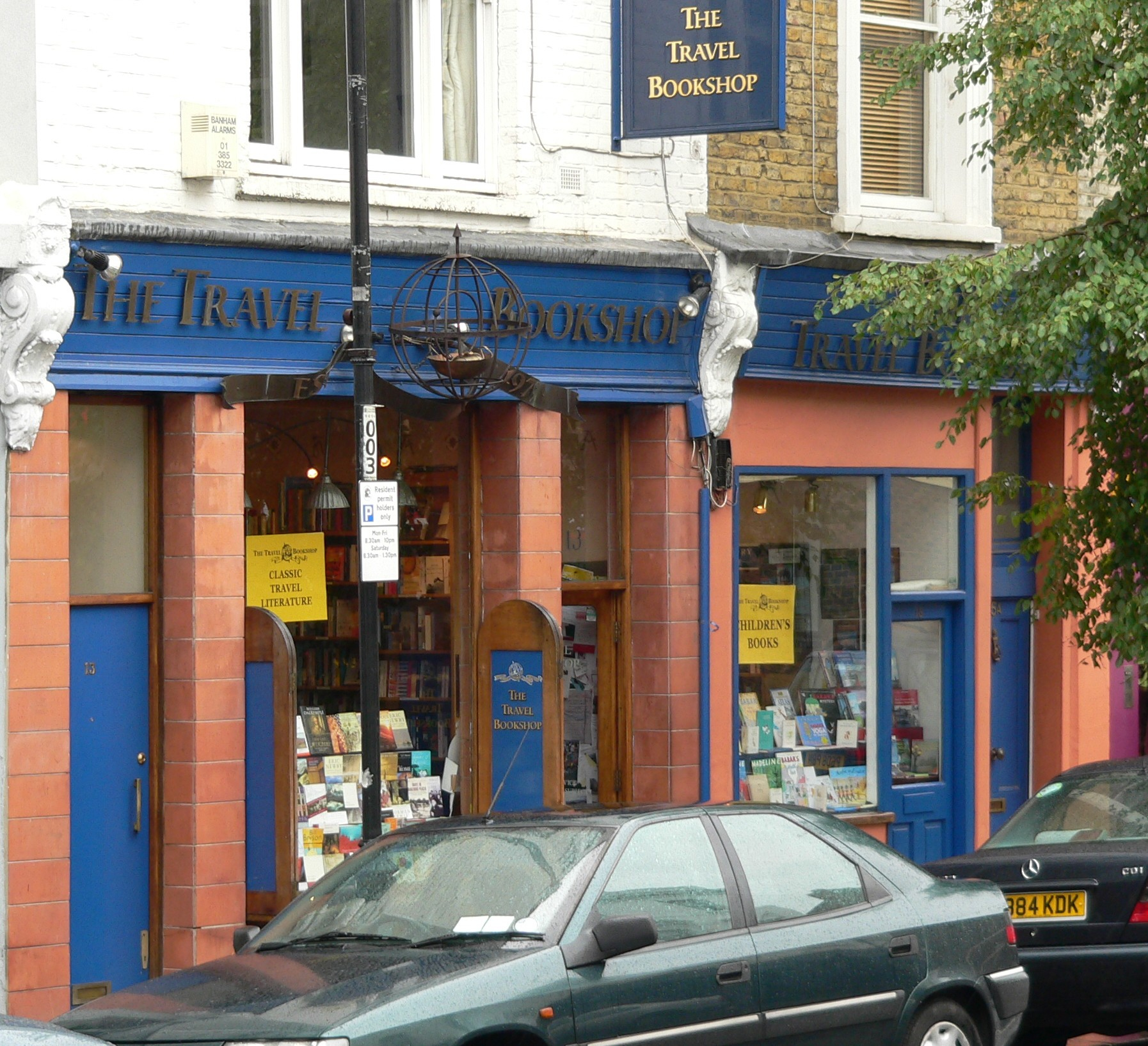
포토벨로로드의 근처에 위치한 〈여행 책방〉, 노팅힐에서 책방에 영감을 준다.

제작 설계자는 당시 영화를 설계할 기회를 얻은 스튜어트 크레이그이다. 스튜어트 크레이그는 영화에 대하여 "수천명의 길거리 사람, 시장 상인, 가계 주인과 주민과 거래하는 것은 매우 복잡하다."고 언급했다. 영화촬영은 1998년 4월 17일에 웨스트런던과 셰퍼튼 스튜디오에서 시작했다. 윌리엄의 책방은 영화가 촬영되는 주 지역중 한곳인, 포토벨로로드에 위치한다. 영화가 촬영된 노팅힐의 다른 지역은 웨스트본파크로드, 골본로드, 랜드스다운로드와 코로넷 시네마이다. 노팅힐에서 6주간 영화촬영한 후에, 리츠 호텔로 이동하여 촬영했고, 저녁에는 사보이 호텔, 노부 레스토랑, 젠 가든과 켄우드 하우스에서 촬영했다. 영화의 마지막 장면은 제작팀을 힘들게한 개봉 장소에서 촬영되었다. 미셸은 레스터 스퀘어에서 찍기를 원했지만, 거부되었다. 경찰은 최근에 레오나르도 디카프리오 개봉에 문제를 일으킨 팬을 발견했고, 개봉관에서 동일한 문제가 생길것을 걱정했다. 배우의 건강과 안전에 문제가 있음에도 불구하고, 영화촬영을 허가 받았고 24시간만에 마지막 장면을 완성했다. 비밀 장면은 쉐퍼튼 스튜디오즈에서 촬영된 마지막 작면이었다. 촬영이 완료된후에, 영화의 최종 편집은 3시간 39분 동안 진행되었다.
노팅힐은 1950년 화가 마르크 샤갈이 그린 작품 《신부》(프랑스어: La Mariée)가 등장한다. 영화의 내용에서, 애나는 윌리엄의 집에서 인쇄된 《신부》를 보게되고 나중에 아마도 진품인 그림을 윌리엄에게 선물한다. 《엔터테인먼트 위클리》의 기사에서 감독 미셸에 의하면, 《신부》는 각본 작가 커티스가 샤갈 작품의 팬이었고, 그림이 "상실한 무언가의 그리움을 표현했기" 때문에 선택되었고 설명했다. 제작자는 영화에서 복재품을 사용했지만, 《영국 설계와 예술가 저작권 협회》(British Design and Artists Copyright Society)에서 허가를 받았을 뿐만 아니라 그림의 주인에게도 허락을 받았다. 결국에, 제작자 켄워시는 "복재품을 폐기하는데 동의한다. 《영국 설계와 예술가 저작권 협회》와 그림의 실소유자는 복제품이 너무 좋으면, 시장에 넘쳐나서 문제를 발생시킬 것에 대하여 걱정했다."고 언급했다. 또한, 기사는 "어떤 전문가는 진품의 가격이 50 만 달러에서 100 만 달러정도 된다."고도 언급했다.
영화음악은 트레버 존스가 작곡했다. 영화음악에 등장하는 추가된 노래는 다른 작곡가가 작곡했다. 샤를 아즈나부르의 노래 《She》를 엘비스 코스텔로가 부른 커버 버전과 로넌 키팅이 특별히 녹음한 《When You Say Nothing at All》의 커버 버전이 있다; 이 노래는 영국차트에서 1위를 기록했다. 원래, 샤를 아즈나부르가 부른 《She》가 영화에 사용되었지만, 미국 시사회 관객은 노래를 이해할 수 없었다. 그러자, 리처드 커티스는 코스텔로를 고용해서 《She》의 커버 버전을 녹음했다.

## 평판
노팅힐은 《로튼 토마토》의 투표에서 "완전히 신선한 영화"로 85%의 점수를 얻었고, 리뷰에서 일반적으로 긍정적인 평가를 받았다. 《버라이어티》의 데릭 엘리는 "교묘하고, 얼빠진 10분이 길지만, 제작이나 전반적인 분위기가 《네번의 결혼식과 한번의 장례식 2탄》이 아니다"고 긍정적으로 평가를 했다. 《크랭키 크리틱》은 "완벽한 데이트 영화"인 만큼, "지겹게 얼토당치 않은 작품"이라고 불렀다. 《나이트레이트》는 "노팅힐의 애틋한 순간과 인상적인 역은 기발하고 잔잔하며, 신선하고 변덕스럽다"고 말했다. 영화 DVD의 리뷰에서 존 J. 푸초는 "노팅힐이 동화이며, 극작가 리처드 커티스는 동화의 유명한 사랑이 얼마나 많은 달콤한 영화를 탄생시켰는지 알고 있었다"고 언급했다. 《워싱턴 포스트》의 데슨 하우는 매우 긍정적인 평가를 했다. 특히, 스파이크로 출연한 리스 이반스의 연기를 극찬했다. 제임스 샌퍼드는 《노팅힐》을 3.5별점으로 평가했고, "커티스의 각본은 이전의 어떤 작품보다 활기찼을 것이다. 《노팅힐》의 처음 한시간은 다소 무료하지만 불만을 토로하는 무례한 나머지 장면은 지속적인 재미를 준다"고 언급했다. 《밀워키 저널 센터늘》의 수 피어먼은 "《노팅힐》이 현명하고 재미있으며 로맨틱하다. 또한, 《네번의 결혼식과 한번의 장례식》를 회상시키지만, 크게 흠잡을 것이 없고, 그런대로 만족스럽다"고 언급했다. 로저 이버트는 "《노팅힐》은 쾌활하며, 극본은 재치가 있고 지적이다. 로버츠와 그랜트는 매우 적절한 배우이다"고 말하면서 영화를 극찬했다. 케네스 튜런은 "영화의 로맨틱한 핵심은 문제로 상처받지 않는다"고 결론을 내리며, 좋은 평가를 했다. 《케이블 뉴스 네트워크》 평론가 폴 클린턴은 "《노팅힐》이 역경을 이겨낸 사랑 이야기중에서 가장 재미있고 흐뭇한 영화"라고 평가했다.
《니드커피닷컴》의 위젯 월스는 "노팅힐의 유머는 완전한 진부함과 (격노하게 하는) 일상적인 엔딩을 상쇄시킨다"고 언급했지만, 영화음악을 비판하며 "3.5 커피점"을 줬다. 데니스 슈워츠는 "노팅힐은 순수와 순진함으로 포장된 말도안되는 영화"라고 언급하며, "C-"등급의 부정적인 평가를 했다.
《노팅힐》은 영국 극장 관객수를 평가하여 작성된, 영국 영화협회의 "사상최고 100위 영화의 목록"에서 95위를 기록했다.
노팅힐은 1999년 4월 27일에 세계최초로 런던 레스터스퀘어에 위치한, 오데온 극장에서 개봉했다. 최초개봉은 줄리아 로버츠가 과감하게 방탄유리가 없는 좌석에 참석하여, 영국 타블로이드 언론의 주목을 받았다. 《노팅힐》은 영국에서만 116,089,678달러의 수익을 달성했고, 세계에서 363,889,678달러의 수익을 달성하면서, 박스오피스 차트에 올랐다. 개봉주말에 2770 만 달러를 벌어들여서, 미국 박스오피스 기록을 갱신했고, 로맨틱 코미디 영화로 내 남자친구의 결혼식가 유지하던 최고의 기록을 갱신하게 되었다. 《노팅힐》은 다음주에 1500 만 달러의 추가수익을 달성했지만, 수익이 감소하기 시작했다. 개봉한 지 한 달 후에, 《노팅힐》은 로맨틱 코미디 영화 《런어웨이 브라이드》가 개봉하는 주말에 수익이 큰폭으로 감소한다. 《노팅힐》은 1999년도 영화작품중에서 16번째로 큰 수익을 달성했고, 2007년 5월까지 개봉된 모든 영화중에서 104번째로 큰 수익을 달성했다. 얼마후에, 《노팅힐》은 영국에서 제작된 영화중에서 가장 큰 수익을 달성한 영화가 되었다.
《노팅힐》은 2000년 영국 아카데미에서 최고 관객상을 받았고, 같은 해 영국필름에서 알렉산더 코르다상의 후보로 지명되었으며, 리스 에반스가 남우주연상의 후보로 지명되었다. 또한, 영국 코미디상도 받았다. 노팅힐의 영화음악은 《Star Wars - Episode I: The Phantom Menace》을 누르고, 브리트상을 받았다. 엠파이어에서 노팅힐은 최고 영국영화상, 로저 미셸은 최고 영국감독상을 받았고, 휴 그랜트는 남우주연상을 받았다. 골든 글로브 상에서 코미디/뮤지컬부문 - 최고 영화상, 휴 그랜트가 코미디/뮤지컬부문 - 남우주연상과, 줄리아 로버츠가 코미디/뮤지컬부문 - 여우주연상으로, 3번이나 후보로 지명되었다.